# Niebo i ziemia (powieść)
Niebo i ziemia – dwutomowa powieść psychologiczno-polityczna autorstwa Tadeusza Brezy napisana w latach 1943-1947. Pierwszy tom ukazał się w 1949, zaś drugi w 1950. Stanowi drugą część dylogii, której pierwszą były Mury Jerycha z 1942, opublikowane w 1945.

## Treść
Powieść stanowi swoisty aneks psychologiczny w stosunku do Murów Jerycha i zawiera doń sporo paraleli. Oba utwory składają się z kolejnych rozdziałów, stanowiących szereg nowel monologowych.
W dziele Breza stosuje z powodzeniem niektóre techniki charakterystyczne dla kina, np. zasadę ujęcia subiektywnego (obiektyw-czytelnik widzi to, co dana postać), od którego przechodzi do przeciwujęcia (obiektyw-czytelnik widzi to, co postać w poprzedniej sekwencji pokazywana w kadrze).
Powieść, a właściwie jej pierwszy tom, otwiera rozdział Amory Tobitki, będący interludium powieściowej narracji. Opisuje on relacje miłosne i uczuciowe pomiędzy postaciami drugoplanowymi (Tobitka, Turzycki oraz Skirliński). Akcja osadzona jest w czasie zbliżonym do Murów Jerycha. Stanowi komentarz obyczajowy do akcji politycznych opisywanych tamże. Unaocznia uczuciowe wyjałowienie sfer społecznych przesiąkniętych egoizmem i pustką. Następne rozdziały tworzą bardziej powiązaną ze sobą całość i wprowadzają czytelnika w obszar działalności politycznej bohaterów lub w ich życie prywatne. Ostatni rozdział tomu pierwszego, Drewniane dzwony, opisuje dylematy moralne kuszonego przez prawicową organizację Papary, młodego poety, Motycza, jak również intrygę Drefczyńskiego, chcącego pozyskać względy Zawiszanki. Całość dzieła i drugi jego tom zamyka monumentalna scena tworzenia intrygi politycznej przez Jaszczę. Tom kończy się bardzo obszernymi fragmentami pamiętnika Jana Dykierta, świeżo aresztowanego komunisty, czekającego na proces lub interwencję ustosunkowanego w sferach politycznych brata. Szczególnie w drugim tomie (wydanym w 1950) pojawia się spora liczba działaczy komunistycznych (m.in. Ankiewicz, Dorosz, Szernik). Widoczne jest wyostrzenie ocen poszczególnych kierunków politycznych (prawicowych), stonowanie innych (lewicowych) oraz ślady modyfikacji co do narracji, kompozycji i treści dzieła (prawdopodobny wynik ingerencji cenzury). W latach 50. XX wieku trudno było opisać zdezorientowany, rozbity i zmuszony do różnych kompromisów ruch komunistyczny w Polsce drugiej połowy lat 30. XX wieku.
Osią kompozycyjną utworu jest zasada dopełniania obrazu forum politycznego i odkrywania ukrytych motywów działań politycznych. Relacja przyczynowo-skutkowa nie jest dla autora istotna. Michał Głowiński wskazał, że panoramiczna kompozycja dzieła dopuszcza występowanie elementów heterogennych i nie połączonych z całością związkiem koniecznym. Wiele wskazuje na to, że Breza inspirował się w zakresie kompozycji zasadami unanimizmu, w tym Ludźmi dobrej woli autorstwa Julesa Romainsa.

## Krytyka
Druga część dylogii, w odróżnieniu od Murów Jerycha, oceniana była z reguły mocno ideologicznie, i wywołała niewielki rezonans wśród krytyków. Opublikowano zaledwie kilka zdawkowych, w większości niechętnych recenzji. Wanda Leopold stwierdziła, że Niebo i ziemia oraz późniejsza Uczta Baltazara, w wyniku doskonalenia kunsztu pisarskiego przez autora, są postępem względem jego dzieł wcześniejszych (Adam Grywałd, Zawiść). Ich język jest już bardzo uproszczony, fraza oczyszczona z barokowości, dialog zwarty i obywający się nikłym komentarzem autorskim [...] czasem popada w nadmierną ascetyczną suchość lub dziennikarską jałowość.

## Cenzura
Książka wzbudziła poważne wątpliwości komunistycznej cenzury, która nie do końca potrafiła się do niej odnieść, w związku z czym asekurancko wystąpiła o stanowisko do Komitetu Centralnego PZPR. W wewnętrznej korespondencji na ten temat pojawiły się m.in. takie uwagi: niestety są to komuniści papierowi i bardzo mieszczańscy. [...] Wydaje mi się, że nie można puścić książki bez przerobienia II rozdziału. Trzeba z papierowo mieszczańskich pseudo-komunistów zrobić komunistów prawdziwych. Trzeba, żeby było widać, że Goldfarb, Róża i jej przyjaciel są naprawdę komunistami. A tak zmuszeni jesteśmy wierzyć w tym względzie na słowo autorowi, o którym wiemy, że się na rzeczy nie zna. Oceniono, że dłużyzny, nieograniczone dygresje oraz nazbyt drobiazgowe psychologizowanie sprawiają, że książka nie stanie się lekturą dostępną szerokim kołom czytelników, jest pozycją elitarną.